# 格鲁梅洛克雷莫内塞联合镇
格鲁梅洛克雷莫内塞联合镇（義大利語：Grumello Cremonese ed Uniti），是意大利克雷莫纳省的一个市镇。总面积22平方公里，人口1938人，人口密度88.1人/平方公里（2009年）。国家统计（ISTAT）代码为019051。